# Ольягуэ (вулкан)
Олья́гуэ (исп. Ollagüe) — андезитовый стратовулкан на границе Чили и Боливии.
Высота над уровнем моря вершины — 5868 м. Проявляет небольшую фумарольную активность. Популярный туристический объект.